# Macfarlaniella queenslandica
Macfarlaniella queenslandica är en spindeldjursart som först beskrevs av Womersley 1942.  Macfarlaniella queenslandica ingår i släktet Macfarlaniella och familjen Tenuipalpidae. Inga underarter finns listade i Catalogue of Life.